# 香港足球歷史

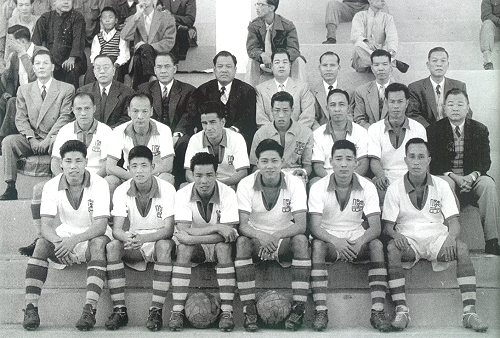
1959年的一張圖片。圖中人物包括：蔣偉棠、趙啟文、宋子賢、伍球添、譚志、王山、袁添容、李洪祺、吳祺祥、杜永權、郭秋明、雷樹萍、郭有、黎兆榮、劉儀、龔華傑、郭有、劉繼照、林尚義和譚榕根。

香港足球歷史有至少約170年，開埠初期由英國傳入香港，在1940年代至1960年代香港足球是黃金年代，在1945年至1969年，香港市民為足球比賽廢寢忘餐，經常通宵購票，萬人空巷；香港曾經被譽為遠東足球王國以至亞洲足球王國。
足球在香港是大眾娛樂，包括於修頓球場、維多利亞公園、官涌遊樂場、卜公花園及麥花臣球場出產了很多球星。

## 二戰前

### 1841年至1900年代
1841年，英軍登陸水坑口，1842年簽訂《南京條約》，香港正式成為英國殖民地，現代足球傳入香港。
亞洲第一間足球會香港足球會於1886年成立，1895年創辦香港足球挑戰盃，翌年改名香港足球銀牌賽。香港足球總會在1914年成立，華人足球隊和天才足球員湧現，包括香港球王李惠堂、包家平、孫錦順、譚江柏、黎兆榮、卓石金、李碩友、鄭少康、葉北華和李天生等。

### 1908年至1920年代
1908年，香港《孖剌西報》（Hong Kong Daily Press）捐出銀杯作為獎品，賽事稱為尋常杯賽，從此香港出現公開的足球比賽，名字沿用至日本侵華佔領香港為止。早期只有西方人參與足球運動，包括駐港英軍、駐港官員、商人及家眷等等，沒有華人參與。首屆足球聯賽由巴付陸軍勝出，之後香港甲組足球聯賽亦是如斯。直到1908年，首支華人足球隊南華成立，只有西方人參與的香港足球開始出現了華人。
1936年，香港球員為主力的中華民國取得柏林奧運足球比賽參賽資格。

## 二戰後
1945年8月香港重光後，駐港英軍雲集，當中不乏足球好手，時任英軍運動主任軍曹羅渣士隨即聯繫留港的華人足球人士安排友誼賽。同年10月，雖然香港足總尚未恢復運作，香港軍政府與足球界成立委員會籌辦足球聯賽。軍政府先後舉辦由英軍聯、空軍、海軍、金冕多和華聯等球隊角逐的「華國杯」和「文錦杯」。
1946年1月，「復興足球總會」舉辦「復興聯賽」，由南華、光華和東方等3支華人球隊與9支洋隊共同參賽，本屆聯賽只進行單循環比賽，最終由空軍取得冠軍，亦是最後一支奪得甲組聯賽桂冠的英軍球隊。年底「復興足球總會」正式恢復「香港足球總會」之名並復辦足球聯賽，黃家駿成為戰後首任足總主席。
1948年，香港球員為主力的中華民國取得倫敦奧運足球項目參賽資格。

### 1950年代
1950年代至1960年代，香港著名球星有朱永強、莫振華、高保強、姚卓然、黃志強、黃兆和、何祥友、張子岱和張子慧等。
1954年，香港足球總會加入國際足球協會。同年亞洲足協成立，香港為創始會員之一。同年馬尼拉亞運，香港球員為主力的中華民國首次贏得足球金牌。
1956年，香港主辦首屆亞洲盃，並獲得季軍。
1958年東京亞運，香港球員為主力的中華民國成功衛冕足球金牌。
1960年，香港球員為主力的中華民國取得羅馬奧運足球項目參賽資格。

### 1970年代：職業化
1968年，香港足球職業化，足球會開始聘請外援，例如戴歷·居里和仇志強等，與香港球星胡國雄、尹志強、鍾楚維和劉榮業，令到球賽激烈，大量球迷湧現。

### 1980年代：低潮期
其後寶路華、精工相繼退出，86年一89年聯賽全華班政策，令聯賽入場人數大跌。

### 1990年代：小陽春
1989年重新開始引入外援政策，九十年代傳统勁旅南華、東方、星島、流浪再次大攪，電子字典快譯通借用花花會籍參賽，並斥資逾千萬元組成巨型班與列強抗衡，再次吸引球迷入場。
東南大戰再可以坐滿旺角大球場。九十年代亦有多支商業球隊如依波路、好易通及快譯通加入，令球市更熱鬧。1996年5月30日，甲組聯賽總決賽快譯通對南華，有31,088人入場，是大球場重建後，本地聯賽入座率最高的聯赛。

### 2000年代：再陷低潮
香港體育學院於1997年取消足球的精英計劃資助，足球部隨即解散，香港由此缺乏有系統訓練的年青球員，導致球員青黃不接。
1998年假波案，加上亞洲金融風暴，令港甲進入冰河時期。全華班南華於2003至06年，入場人數大跌，曾經於個別聯赛比赛跌到幾十人入場，更淪落為護級分子。
2009年，南華晉身亞洲足協盃四強，次回合主場香港大球場全場滿座。同年12月，香港主辦東亞運動會，香港隊於男子足球決賽互射12碼擊敗日本，歷史性首次贏得綜合運動會足球金牌。

### 2010年代：穩步上揚
2012年，世界盃亞洲盃外圍赛憑港隊出色表演，每次主場也坐滿旺角大球場，更吸引球迷重新入場觀看港超聯赛。
普通聯赛有數百球迷入場，港超聯Big4大戰更有三千至四千球迷入場觀戰。
香港足球的發展「我們是香港」報告書發表，內容提及何振興香港足球。
《鳳凰計劃》是香港足球運動發展策略，由民政事務局委聘的顧問所撰寫，
《鳳凰計劃》其後由《五年策略計劃 力爭上游 萬眾一心》接棒。
2025年6月10日，港隊在啟德主場館迎戰印度，有42570人入座，創香港足球歷史上主埸入座人數最高的記錄。

## 相關文獻
- 《香港足球史話（1945-1969）》，楊志華 著，明文出版社，2009年，ISBN 978-962-8994-89-2
- 《香港足球誌》，莫逸風 黃海榮 著，上書局，2008年，ISBN 978-988-17735-2-4
- 《足球王國：戰後初期的香港足球》，李峻嶸 著，三聯書店，2015年，ISBN 978-962-04378-2-3
- 《簡明香港足球史》，賴文輝 著，三聯書店，2018年， ISBN 978-962-04430-8-4.

## 外部連結
- 香港足總會：歷史 （页面存档备份，存于）
- 香港足球史學會